# Batalha do Golfo de Nápoles
A Batalha do Golfo de Nápoles foi um confronto naval durante a Guerra das Vésperas Sicilianas. Travada em 5 de junho de 1284 no sul do Golfo de Nápoles, a batalha viu uma frota aragonesa-siciliana comandada por Rogério de Lauria derrotar uma frota angevina comandada pelo Príncipe Carlos de Salerno. Carlos foi capturado durante a batalha, e a vitória aragonesa ajudou a garantir o controle aragonês do mar ao redor da Sicília.

## Antecedentes
Após as Vésperas Sicilianas no início de 1282, a guerra eclodiu entre o Reino Angevino de Nápoles e um conjunto de cidades na Sicília. A guerra se expandiu quando o Reino de Aragão interveio em nome dos sicilianos, desembarcando um exército na Sicília e forçando com sucesso o rei angevino, Carlos de Anjou, a evacuar a ilha.
Enquanto Aragão ocupava a Sicília, Carlos de Anjou trabalhou para reconstruir o poder naval de seu reino, já que havia perdido vários navios durante sua evacuação da ilha. Operando a partir dos portos na Sicília, a marinha aragonesa esperava interromper essa reconstrução naval, pois o controle aragonês do mar tornava inviável qualquer tentativa angevina de invadir a Sicília. No verão de 1283, o almirante aragonês-siciliano Rogério de Lauria obteve uma grande vitória contra os angevinos na Batalha de Malta, estabelecendo-se como o principal almirante de Aragão. Frustrado pelo fraco desempenho de sua marinha, Carlos de Anjou acelerou sua reconstrução naval, substituindo seus capitães existentes por novos comandantes que ele esperava que fossem mais agressivos.
Aproveitando os recursos de seus feudos na França, Itália, Grécia e nos Bálcãs, por volta de 1284, Carlos de Anjou havia reunido uma frota combinada de cerca de 200 navios, enfrentando 40-50 navios sob o comando de Lauria. Os navios angevinos estavam espalhados por todo o império de Carlos, no entanto, e por isso Lauria escolheu atacá-los em detalhe antes que pudessem se consolidar. Seu alvo principal era a frota angevina baseada na capital de Carlos, Nápoles, que era comandada pelo filho e herdeiro de Carlos, o Príncipe Carlos de Salerno.
Na primavera de 1284, Lauria e sua frota começaram a atacar a costa do sul da Itália, esperando atrair o príncipe para a batalha. Este último estava sob ordens de seu pai para não enfrentar a frota aragonesa, pois uma nova frota de 30 galés angevinas deveria zarpar de Marselha no final de junho. Lauria recebeu notícias desta frota de reforço e, em 4 de junho, ordenou que sua frota navegasse para o Golfo de Nápoles.

## Batalha
Na manhã de 5 de junho, a frota aragonesa sob o comando de Lauria chegou ao Golfo de Nápoles. Deixando 10 de seus navios em Castellammare, Lauria então liderou sua força principal de 20 galés até a entrada do porto de Nápoles, tomando posições logo fora do quebra-mar da cidade. Temendo que a frota de Lauria bloqueasse a cidade e, vendo que os aragoneses tinham apenas 20 galés contra suas 28, Carlos escolheu navegar e enfrentar Lauria em batalha.
Vendo a frota angevina se formando para enfrentá-lo, Lauria retirou sua força para o sul em direção a Castellammare, onde seus 10 navios restantes esperavam. A frota angevina menos experiente, assumindo que os aragoneses estavam fugindo, perseguiu a frota de Lauria para o sul. Conforme a manhã avançava, os navios angevinos gradualmente se espalharam à medida que os remadores se cansavam, enquanto as tripulações aragonesas-sicilianas mais veteranas mantinham a formação. Quando sua frota se aproximou de Castellammare, Lauria ordenou que seus navios formassem uma linha de frente (lado a lado) e chamou seus 10 navios escondidos de volta para sua frota. A frota de Carlos, não esperando que os aragoneses se virassem e lutassem, colidiu com o centro da linha aragonesa, permitindo que os flancos de Lauria se abaixassem e pegassem a vanguarda angevina em uma pinça. Espalhados durante a perseguição ao sul, vários dos navios na linha traseira de Carlos fugiram, deixando seus navios restantes em grande desvantagem numérica. O navio-almirante de Carlos foi afundado durante a batalha, e o próprio príncipe foi feito prisioneiro.

### Consequências
A frota de Lauria capturou 10 galés angevinas na batalha. A perda da frota causou um motim em Nápoles, prejudicando o prestígio angevino. O Príncipe Carlos de Salerno permaneceria prisioneiro aragonês até 1288.
Embora a batalha tenha sido um sucesso aragonês, a perda da frota de Carlos não impactou excessivamente o equilíbrio de poder naval no sul da Itália, pois os angevinos ainda mantinham uma vantagem numérica considerável em navios.

## Navios envolvidos

### Aragão-Sicília (Rogério de Lauria)
- cerca de 29 galés
- alguns transportes
- alguns pequenos navios

### Napolitanos (Carlos de Salerno)
- 15-18 galés tripuladas por napolitanos
- 9-13 galés tripuladas por franceses
- (cerca de 28 galés no total, possivelmente mais)